# Michael Mols
Michael Alexander Mols (ur. 17 grudnia 1970 w Amsterdamie), piłkarz holenderski grający na pozycji napastnika.

## Kariera klubowa
Pochodzący z Amsterdamu Mols rozpoczynał karierę w klubach z tego miasta. Jeszcze jako junior kopał piłkę w małych klubach z tego miasta, czyli w Geuzenveld, Eendracht '82 oraz Blauw-Wit. Następnie trafił do szkółki Ajaksu Amsterdam, a w sezonie 1990/1991 widniał nawet w kadrze pierwszego zespołu, jednak nie zadebiutował w Eredivisie i latem 1991 trafił do drugoligowego SC Cambuur. W Eerstedivisie Mols zadebiutował 9 października w zremisowanym 1:1 meczu z Helmond Sport. W Cambuur spędził półtora sezonu, ale spisywał się na tyle dobrze, że już zimą 1993 przeszedł do pierwszoligowego FC Twente. Tam miał pewne miejsce w składzie i spędził 3,5 sezonu, po czym latem 1996 przeszedł do FC Utrecht. W klubie z Utrechtu zdobywał więcej goli jak w Twente, i z roku na rok powiększał swój dorobek bramkowy. W sezonie 1996/1997 zdobył ich 13, w 1997/1998 – 16, a w 1998/1999 aż 20, dzięki czemu zajął 4. miejsce w klasyfikacji strzelców Eredivisie.
Latem 1999 Mols za 4 miliony funtów przeszedł do Rangers. Do zespołu ściągnął go jego rodak, menedżer Dick Advocaat. Spotkał tam także innych Holendrów, Arthura Numana, Giovanniego van Bronckhorsta, a niedługo potem Berta Kontermana, Ronalda de Boera oraz Fernando Ricksena. Początek w Rangersach miał wyjątkowo udany, gdy w pierwszych 9 spotkaniach Scottish Premier League strzelił 9 goli, ale w meczu Ligi Mistrzów z Bayernem Monachium po zderzeniu z Oliverem Kahnem doznał ciężkej kontuzji kolana, która wyeliminowała go z gry do końca sezonu, a z czasem przystopowała jego rozwijającą się karierę. W kolejnych sezonach przez ciągle odnawiającą się kontuzję grał mało. W 2002 roku wywalczył zarówno Puchar Szkocji jak i Puchar Ligi Szkockiej. Natomiast w 2003 roku Mols sięgnął z Rangersami po potrójną koronę: mistrzostwo, puchar i puchar ligi (27 meczów i 13 goli w sezonie). Rok 2004 to jednak okres dominacji Celtiku i właśnie po tamtym sezonie Mols odszedł z Glasgow.
Michael wrócił do FC Utrecht, ale nie osiągnął dawnej formy i strzelił zaledwie 1 gola w sezonie. W 2005 roku przeszedł do ADO Den Haag, w którym grał przez 2 sezony, ale w 2007 roku zajmując ostatnią pozycję zespół został zdegradowany do drugiej ligi. Po spadku ADO Mols przeszedł do Feyenoordu. W Feyenoordzie grał przez 2 lata i 2009 roku zakończył karierę.
| Sezon   | Klub                | Kraj     | Rozgrywki      | Mecze | Bramki |
| ------- | ------------------- | -------- | -------------- | ----- | ------ |
| 1990/91 | AFC Ajax            | Holandia | Eredivisie     | 0     | 0      |
| 1991/92 | SC Cambuur          | Holandia | Eerstedivisie  | 24    | 5      |
| 1992/93 | SC Cambuur          | Holandia | Eerstedivisie  | 19    | 8      |
| 1992/93 | FC Twente           | Holandia | Eredivisie     | 16    | 5      |
| 1993/94 | FC Twente           | Holandia | Eredivisie     | 26    | 8      |
| 1994/95 | FC Twente           | Holandia | Eredivisie     | 34    | 11     |
| 1995/96 | FC Twente           | Holandia | Eredivisie     | 31    | 2      |
| 1996/97 | FC Utrecht          | Holandia | Eredivisie     | 31    | 13     |
| 1997/98 | FC Utrecht          | Holandia | Eredivisie     | 32    | 16     |
| 1998/99 | FC Utrecht          | Holandia | Eredivisie     | 31    | 20     |
| 1999/00 | Rangers             | Szkocja  | Premier League | 9     | 9      |
| 2000/01 | Rangers             | Szkocja  | Premier League | 13    | 5      |
| 2001/02 | Rangers             | Szkocja  | Premier League | 14    | 2      |
| 2002/03 | Rangers             | Szkocja  | Premier League | 27    | 13     |
| 2003/04 | Rangers             | Szkocja  | Premier League | 33    | 9      |
| 2004/05 | FC Utrecht          | Holandia | Eredivisie     | 14    | 1      |
| 2005/06 | ADO Den Haag        | Holandia | Eredivisie     | 29    | 3      |
| 2006/07 | ADO Den Haag        | Holandia | Eredivisie     | 31    | 5      |
| 2007/08 | Feyenoord           | Holandia | Eredivisie     | 22    | 2      |
| 2008/09 | Feyenoord Rotterdam | Holandia | Eredivisie     | 18    | 2      |

## Kariera reprezentacyjna
W reprezentacji Holandii Mols zadebiutował za kadencji Dicka Advocaata, 18 stycznia 1995 roku w przegranym 0:1 meczu z Francją. W kadrze Holandii występował sporadycznie w latach 1998–1999. Łącznie wystąpił w niej 6 razy nie zdobywając bramki.